# 大阪城北詰駅
大阪城北詰駅（おおさかじょうきたづめえき）は、大阪府大阪市都島区網島町にある、西日本旅客鉄道（JR西日本）JR東西線の駅である。駅番号はJR-H42。駅シンボルは、豊臣秀吉の馬印にちなみ、「瓢箪」である。駅カラーは青藍である。

## 歴史
当駅はJR東西線の開業に伴って廃止された片町線（学研都市線）片町駅の代替駅として、その近隣に設置されたものである。当初の計画では「片町駅」であったが、現駅名へと変更になっている。ただし、片町駅の移転ではなく新設扱いで開業しているため、駅の経歴は片町駅から継承しておらず、開業時に定期券・回数券で片町駅を起終点とするものは無効とされた。

### 年表
- 1996年（平成8年）5月16日：駅名を「大阪城北詰駅」に決定。仮駅名は「片町駅」であった[4]。
- 1997年（平成9年）3月8日：JR東西線の尼崎駅 - 京橋駅間の全線開通と同時に開業[2]。Jスルーが導入される[2]。
- 2003年（平成15年）11月1日：ICカード「ICOCA」の利用が可能となる[5]。
- 2011年（平成23年）3月8日：JR宝塚・JR東西・学研都市線運行管理システム導入。接近メロディ導入。
- 2018年（平成30年）3月17日：駅ナンバリングが導入される。
- 2020年（令和2年）12月1日：JR西日本交通サービスによる業務委託駅となる。

## 駅構造
島式ホーム1面2線を有する地下駅である。有効長は8両編成分。通常は、双方とも1両目（8両編成の、1番線は1号車部分、2番線は8号車部分）は停車しない。カーブ上にあるため、列車接近時にはホーム下の黄色回転灯が点灯する。ホームに設置されているエスカレーターは改札階への上り用のみ設置されている。また、駅コンコースがホーム同様にカーブしている。出入口は片町交差点付近に2か所、太閤園付近に1か所の合計3か所（旧・片町駅へは1番出入口が最も近い）。改札口は1か所のみ。トイレは改札内奥。
JR西日本交通サービスによる業務委託駅（北新地駅の被管理駅）かつICOCA利用可能駅（相互利用可能ICカードはICOCAの項を参照）。

### のりば
| のりば | 路線     | 方向 | 行先                       |
| ------ | -------- | ---- | -------------------------- |
| 1      | JR東西線 | 下り | 北新地・尼崎方面           |
| 2      | JR東西線 | 上り | 京橋・四条畷・松井山手方面 |

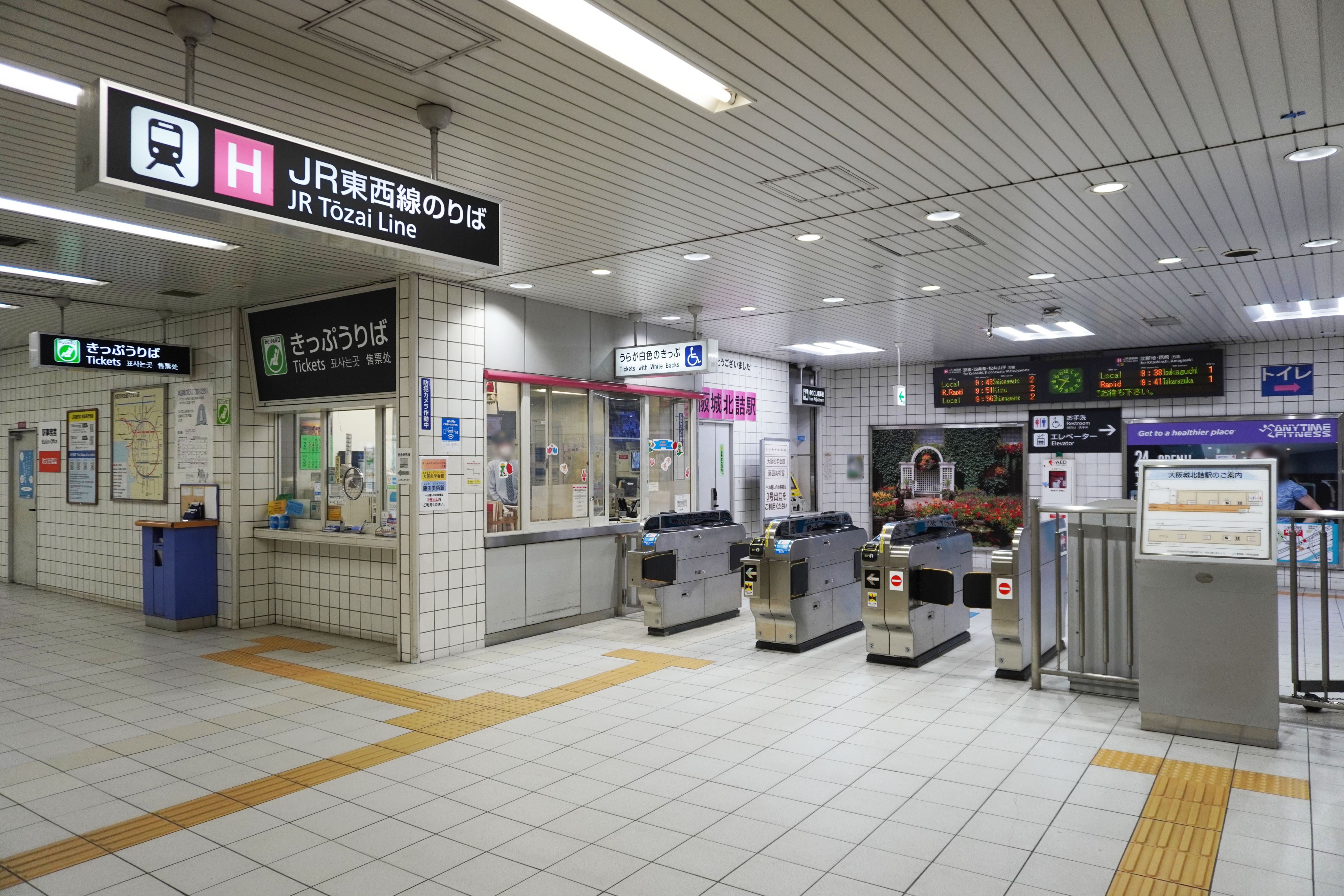
改札口（2023年2月）
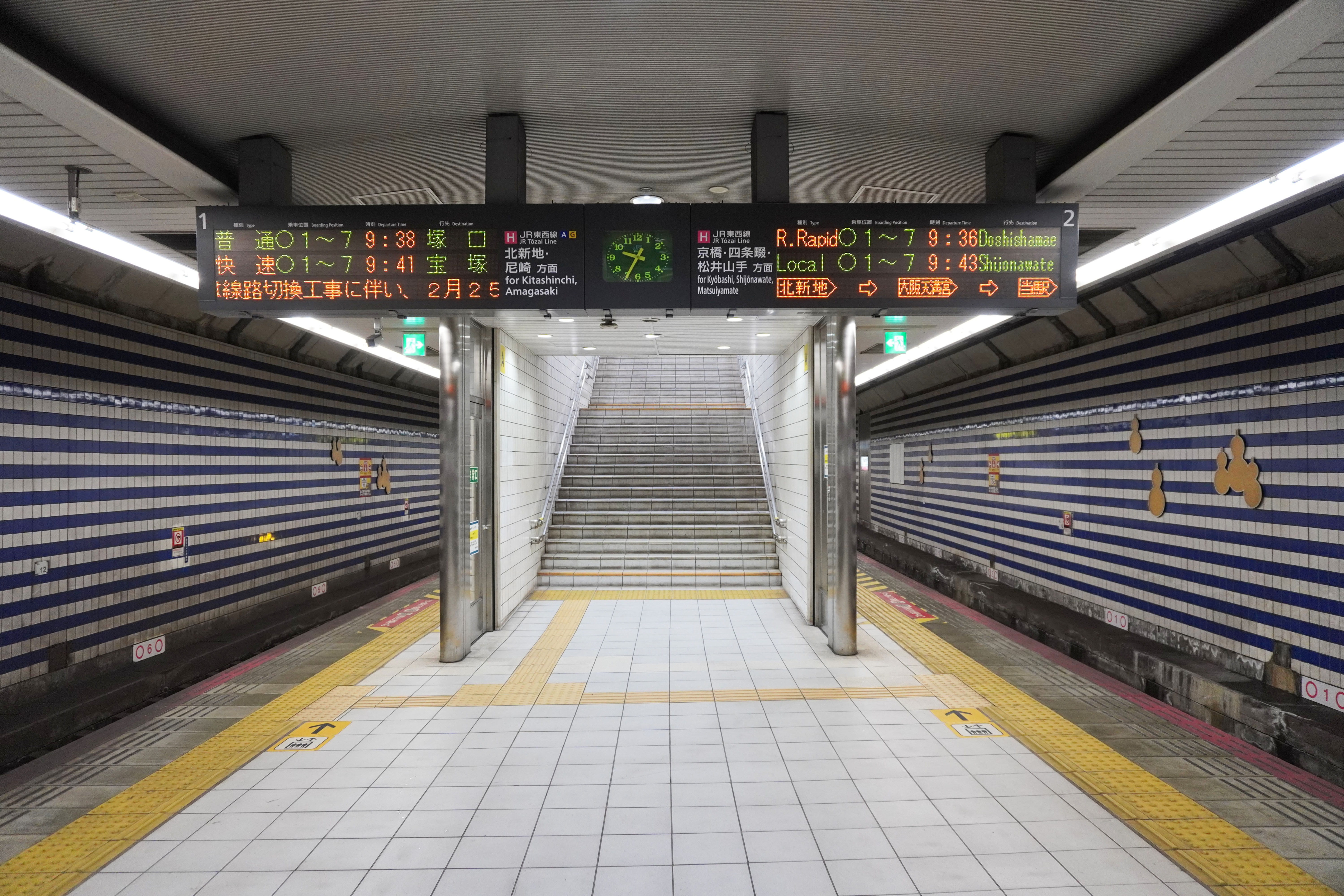
ホーム（2023年2月）

## 利用状況
2023年（令和5年）度の1日の平均乗車人員は4,447人。JR東西線の途中駅では最も少ないが、大阪造幣局の最寄り駅の1つとなっており、造幣局の桜の通り抜けの開催時には混雑することもある。また、同じく天神祭の開催時にも混雑となる。
開業後各年度の1日平均乗車人員は下表の通り。
| 年度               | 1日平均 乗車人員 | 増減率 | 定期利用状況 | 定期利用状況 | 出典          |
| 年度               | 1日平均 乗車人員 | 増減率 | 1日平均      | 定期率       | 出典          |
| ------------------ | ---------------- | ------ | ------------ | ------------ | ------------- |
| 1997年（平成09年） | 4,550            |        | 2,795        | 61.4%        | [ 大阪府 1 ]  |
| 1998年（平成10年） | 4,586            | 0.8%   | 2,805        | 61.2%        | [ 大阪府 2 ]  |
| 1999年（平成11年） | 4,489            | -2.1%  | 2,694        | 60.0%        | [ 大阪府 3 ]  |
| 2000年（平成12年） | 4,242            | -5.5%  | 2,497        | 58.9%        | [ 大阪府 4 ]  |
| 2001年（平成13年） | 4,260            | 0.4%   | 2,502        | 58.7%        | [ 大阪府 5 ]  |
| 2002年（平成14年） | 4,142            | -2.8%  | 2,439        | 58.9%        | [ 大阪府 6 ]  |
| 2003年（平成15年） | 4,189            | 1.1%   | 2,465        | 58.8%        | [ 大阪府 7 ]  |
| 2004年（平成16年） | 4,258            | 1.6%   | 2,510        | 58.9%        | [ 大阪府 8 ]  |
| 2005年（平成17年） | 4,237            | -0.5%  | 2,524        | 59.6%        | [ 大阪府 9 ]  |
| 2006年（平成18年） | 4,272            | 0.8%   | 2,577        | 60.3%        | [ 大阪府 10 ] |
| 2007年（平成19年） | 4,294            | 0.5%   | 2,618        | 61.0%        | [ 大阪府 11 ] |
| 2008年（平成20年） | 4,340            | 1.1%   | 2,677        | 61.7%        | [ 大阪府 12 ] |
| 2009年（平成21年） | 4,280            | -1.4%  | 2,664        | 62.2%        | [ 大阪府 13 ] |
| 2010年（平成22年） | 4,267            | -0.3%  | 2,686        | 62.9%        | [ 大阪府 14 ] |
| 2011年（平成23年） | 4,200            | -1.6%  | 2,645        | 63.0%        | [ 大阪府 15 ] |
| 2012年（平成24年） | 4,224            | 0.6%   | 2,623        | 62.1%        | [ 大阪府 16 ] |
| 2013年（平成25年） | 4,114            | -2.6%  | 2,567        | 62.4%        | [ 大阪府 17 ] |
| 2014年（平成26年） | 4,146            | 0.8%   | 2,533        | 61.1%        | [ 大阪府 18 ] |
| 2015年（平成27年） | 4,311            | 4.0%   | 2,601        | 60.3%        | [ 大阪府 19 ] |
| 2016年（平成28年） | 4,479            | 3.9%   | 2,666        | 59.5%        | [ 大阪府 20 ] |
| 2017年（平成29年） | 4,829            | 7.8%   | 2,828        | 58.6%        | [ 大阪府 21 ] |
| 2018年（平成30年） | 5,344            | 10.7%  | 3,284        | 61.5%        | [ 大阪府 22 ] |
| 2019年（令和元年） | 5,484            | 2.6%   | 3,376        | 61.6%        | [ 大阪府 23 ] |
| 2020年（令和02年） | 4,077            | -25.7% | 2,825        | 69.3%        | [ 大阪府 24 ] |
| 2021年（令和03年） | 3,947            | -3.2%  | 2,616        | 66.3%        | [ 大阪府 25 ] |
| 2022年（令和04年） | 4,261            | 8.0%   | 2,621        | 61.5%        | [ 大阪府 26 ] |
| 2023年（令和05年） | 4,447            | 4.4%   | 2,678        | 60.2%        | [ 大阪府 27 ] |

## 駅周辺
当駅のすぐ近くを京阪電気鉄道京阪本線が通っているが、駅は設置されていない。但し、当駅開業前の1955年まで野田橋址付近に野田橋駅があり、移転・駅名変更の後、1969年まで片町駅が当駅の真上に存在していた。
当駅の所在地は都島区網島町となっているが、かつて関西鉄道が最初のターミナルとして建設し、都島区内に存在していた網島駅の所在地は、現在の地名では都島区東野田四丁目となっている。つまり、現在では網島町には網島駅跡はなく、大阪城北詰駅があるということになるが、網島は都島区南部一帯の広域地名でもあり（旧網島公設市場など）、必ずしも誤りではない。
近松門左衛門作の人形浄瑠璃『心中天網島』の舞台になった大長寺は、江戸時代当時は当駅北側の藤田美術館の場所にあった。
- 大坂城 - 城内に直結している訳ではない。また、京橋口と青屋口の中間に位置するため、いずれの虎口へもやや迂回する形になる。
- 大阪城公園・大阪城ホール（徒歩7 - 8分程度）
- 大阪ビジネスパーク(OBP) - 直線距離では当駅が最寄りだが、雨天時などは屋根付きの通路で接続されている京橋駅から歩く方が利便性が高い。
- 藤田美術館
- 太閤園
- 大阪市公館
- 藤田邸跡公園
- 桜之宮公園
- 大阪市立都島図書館
- 泉布観
- 追手門学院大手前中学校・高等学校
- 「のだばし阯」石碑 - 江戸期の公儀橋（幕府管理橋）で、昭和初期まで存在していた「野田橋」の顕彰碑。野田橋北詰以東は旧町名を「野田町」と称した。
- 造幣局 - 毎年4月に開催される「桜の通り抜け」のイベントによる一部敷地の一般開放時は、当駅が最寄り駅の一つとして案内される。
- 大阪市立桜宮小学校
- 大阪ビジネスパーク駅 - OsakaMetro長堀鶴見緑地線
- 京橋駅 - OsakaMetro長堀鶴見緑地線
- ドン・キホーテ 桜ノ宮店

### バス路線
「片町」停留所にて、大阪シティバスの路線が発着する。
- 10号：天満橋 / 守口車庫前
- 21号：天満橋 / 地下鉄深江橋
- 31号：天満橋 / 花博記念公園北口
- 46号：焼野 / 天満橋

## 隣の駅
西日本旅客鉄道（JR西日本）
 JR東西線
■快速・■区間快速・■普通（すべてJR東西線内各駅停車）
京橋駅 (JR-H41) - 大阪城北詰駅 (JR-H42) - 大阪天満宮駅 (JR-H43)

### 記事本文

### 利用状況
1. ↑  大阪府統計年鑑 - 大阪府
2. ↑  大阪市統計書 - 大阪市

#### 大阪府統計年鑑
1. ↑  大阪府統計年鑑（平成10年） (PDF)
2. ↑  大阪府統計年鑑（平成11年） (PDF)
3. ↑  大阪府統計年鑑（平成12年） (PDF)
4. ↑  大阪府統計年鑑（平成13年） (PDF)
5. ↑  大阪府統計年鑑（平成14年） (PDF)
6. ↑  大阪府統計年鑑（平成15年） (PDF)
7. ↑  大阪府統計年鑑（平成16年） (PDF)
8. ↑  大阪府統計年鑑（平成17年） (PDF)
9. ↑  大阪府統計年鑑（平成18年） (PDF)
10. ↑  大阪府統計年鑑（平成19年） (PDF)
11. ↑  大阪府統計年鑑（平成20年） (PDF)
12. ↑  大阪府統計年鑑（平成21年） (PDF)
13. ↑  大阪府統計年鑑（平成22年） (PDF)
14. ↑  大阪府統計年鑑（平成23年） (PDF)
15. ↑  大阪府統計年鑑（平成24年） (PDF)
16. ↑  大阪府統計年鑑（平成25年） (PDF)
17. ↑  大阪府統計年鑑（平成26年） (PDF)
18. ↑  大阪府統計年鑑（平成27年） (PDF)
19. ↑  大阪府統計年鑑（平成28年） (PDF)
20. ↑  大阪府統計年鑑（平成29年） (PDF)
21. ↑  大阪府統計年鑑（平成30年） (PDF)
22. ↑  大阪府統計年鑑（令和元年） (PDF)
23. ↑  大阪府統計年鑑（令和2年） (PDF)
24. ↑  大阪府統計年鑑（令和3年） (PDF)
25. ↑  大阪府統計年鑑（令和4年） (PDF)
26. ↑  大阪府統計年鑑（令和5年） (PDF)
27. ↑  大阪府統計年鑑（令和6年） (PDF)